# Stjälkhammar (naturreservat)
Stjälkhammar är ett naturreservat i Västerviks kommun i Kalmar län.
Området är naturskyddat sedan 2008 och är 183 hektar stort. Reservatet omfattar natur kring sjöarna Åkervristen och Trehörn och besåtr av barrskog och öppna betesmarker.